# Goo Goo Dolls (album)
Goo Goo Dolls – pierwszy album studyjny amerykańskiego zespołu Goo Goo Dolls, wydany w 1987 przez małą, niezależną wytwórnię płytową Mercenary Records. Płyta została nagrana w ciągu trzech dni w studiu Trackmaster Audio w Buffalo oraz wyprodukowana przez członków grupy zimą 1986. Budżet przeznaczony na to wydawnictwo wynosił 750 $, a jego nakład osiągnął zaledwie 2500 egzemplarzy. Na okładce znalazł się błąd – zamieniono miejscami utwory "Sunshine Of Your Love" i "I’m Addicted". Wkrótce po ukazaniu się albumu wytwórnia Mercenary zbankrutowała. Późniejszy wydawca zespołu, Metal Blade Records, w 1991 i 1994 wypuścił reedycje płyty, zmieniając jej tytuł na First Release oraz  zastępując wcześniejszą okładkę albumu nową. Na wydawnictwie tym głównym wokalistą jest Robby Takac.
Dwa utwory z tej płyty znalazły się na późniejszych kompilacjach zespołu. Na Ego, Opinion, Art & Commerce zawarto piosenkę "I'm Addicted", a Greatest Hits Volume Two: B-sides & Rarities zawiera kompozycję "Torn Apart".

## Lista utworów
1. "Torn Apart" – 2:05
2. "Messed Up" – 1:49
3. "Livin' In A Hut" – 2:41
4. "I'm Addicted" – 2:59
5. "Sunshine Of Your Love" (cover utworu Cream) – 2:48
6. "Hardsores" – 1:32
7. "Hammerin' Eggs (The Metal Song)" – 2:27
8. "(Don't Fear) The Reaper" (cover utworu Blue Öyster Cult) – 2:17
9. "Beat Me" – 2:26
10. "Scream" – 1:51
11. "Slaughterhouse" - 3:38
12. "Different Light" - 2:03
13. "Come On" – 2:15
14. "Don't Beat My Ass (With A Baseball Bat)" – 3:11

## Personel
- Robby Takac – gitara basowa, śpiew
- Johnny Rzeznik – gitara
- George Tutuska – perkusja